# Iwona Sobkowiak-Tabaka
Iwona Sobkowiak-Tabaka – polska archeolog, doktor habilitowany nauk humanistycznych. Specjalizuje się w archeologii. Profesor uczelniany na Wydziale Archeologii Uniwersytetu im. Adama Mickiewicza w Poznaniu, gdzie pełni funkcję prodziekan ds. naukowych.
Stopień doktorski uzyskała w 2008 na podstawie pracy pt. Społeczności późnego paleolitu w dorzeczu Odry. Habilitowała się w 2018 na podstawie oceny dorobku naukowego i monografii pt. Rozwój społeczności Federmesser na Nizinie Środkowoeuropejskiej.